# Lámpsaco

Localización de Lámpsaco y de otras ciudades de la región.

Lámpsaco (en griego, Λάμψακος; en latín Lampsacus o Lampsacum) fue una de las principales ciudades griegas de Misia a orillas del Helesponto. Se encontraba al nordeste de Abido, ya cerca de la entrada a la Propóntide (actual Mar de Mármara).
Es mencionada por Homero en el catálogo de naves de la Ilíada bajo el nombre de Pitiea. Otro nombre alternativo era Pitiusa. Una tradición indicaba que el origen de su nombre derivaba del nombre de Lámpsace, una princesa de los bébrices. La mayor parte de las fuentes consideraba a la ciudad como colonia de Focea aunque Estrabón, probablemente de forma errónea, señala que había sido colonia de Mileto. Estaba al otro lado de Galípoli en el Quersoneso Tracio y tenía un puerto excelente. Su territorio producía un buen vino. Lámpsaco tenía una estatua de un león postrado, obra de Lisipo, pero fue trasladada por Marco Vipsanio Agripa a Roma.

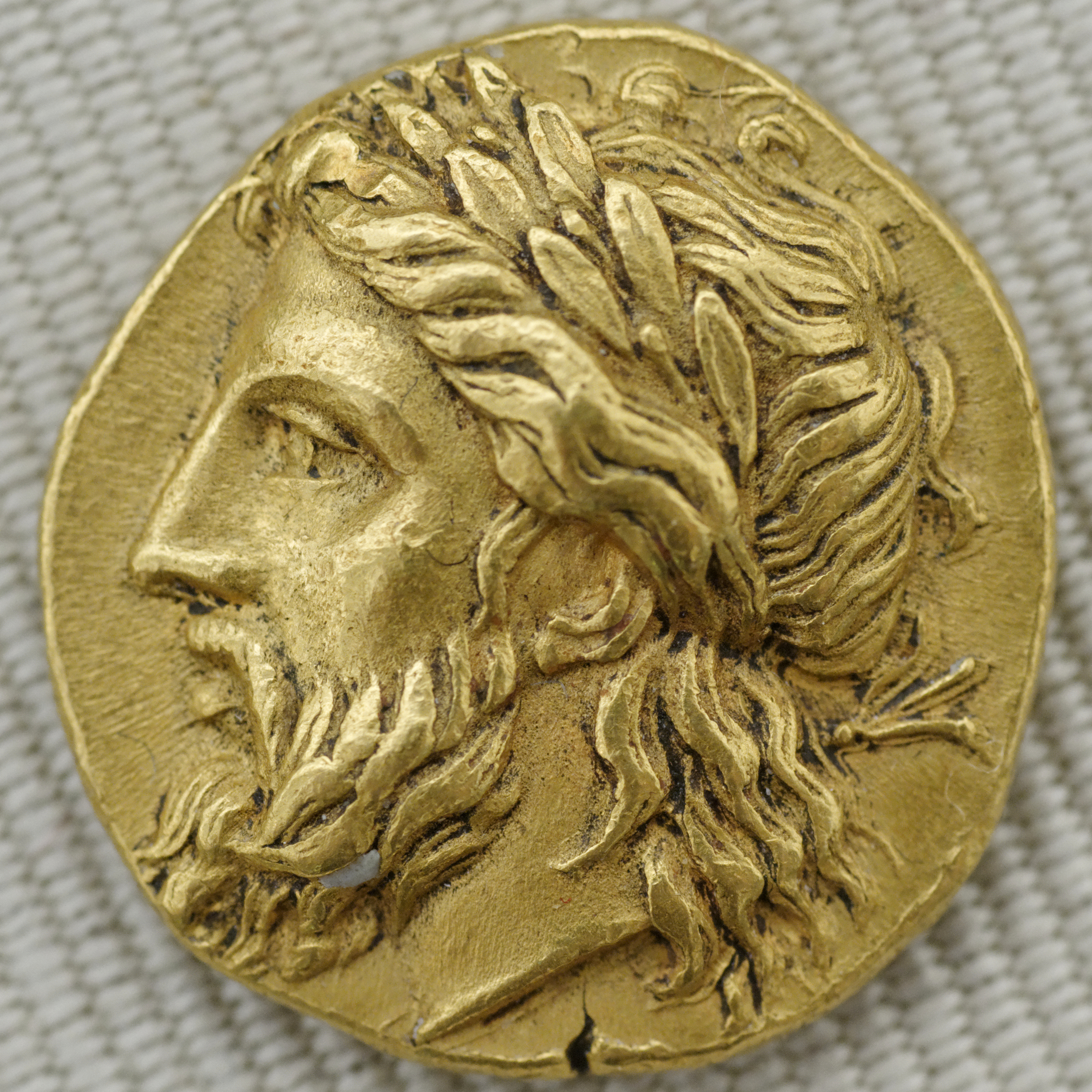
Estatero de oro de Lámpsaco, ca. 360–340 a. C., con la corona de laurel de Zeus Lampsacus

En Lámpsaco se rendía una especial devoción a Príapo, un dios de la fertilidad en la mitología griega, representado con unos grandes genitales, que habría nacido allí y lo consideraban hijo de Afrodita y Dioniso.
Combatió contra Milcíades el Viejo que se había establecido en el Quersoneso Tracio y que atacó la ciudad, pero Milcíades fue hecho prisionero y solo fue liberado por mediación del rey Creso de Lidia.
Participó en la rebelión de Jonia, pero pronto fue recuperada por los persas. Fue gobernada por un tirano local con apoyo de los persas, llamado Hipoclo. Su hijo Ayántides se casó con Arquédice, hija de Hipias. Un intento de golpe de Estado de Evagón, que quería ocupar la acrópolis y proclamarse tirano se produjo por esta época.
Después de la batalla de Mícala en 479 a. C., la ciudad se hizo aliada de Atenas, ingresando en la Liga de Delos y pagaba un tributo de 12 talentos (una gran cantidad en la época). 
En 413 a. C., después del fracaso de la expedición a Sicilia de los atenienses, se rebeló, pero como no tenía fortificaciones fue recuperada fácilmente por una flota ateniense dirigida por Estrombíquides (verano del 411 a. C.). Permaneció fiel a Atenas hasta que Lisandro la tomó en 405 a. C.
En el siglo siguiente, como las demás ciudades, pasó a soberanía persa conservando su gobierno.
Recibió a los macedonios y perteneció al imperio de Alejandro Magno y sus diádocos.
Fue atacada por Antíoco III el Grande en 196 a. C. y Lámpsaco se declaró partidaria de Roma, y votó ofrecer una corona de oro a la República romana, a cambio de la cual fue aceptada como aliada.
En tiempos de Estrabón aún era una ciudad importante.
Fue el lugar de nacimiento de diversos poetas, escritores y filósofos como Carón de Lámpsaco, el historiador, Anaxímenes el orador, Metrodoro de Lámpsaco, discípulo de Epicuro y otros. Es probable que el filósofo Anaxágoras haya acabado allí sus días y en tal lugar fue venerado e incluso debió de haber un grupo de seguidores suyos.